# Maohi

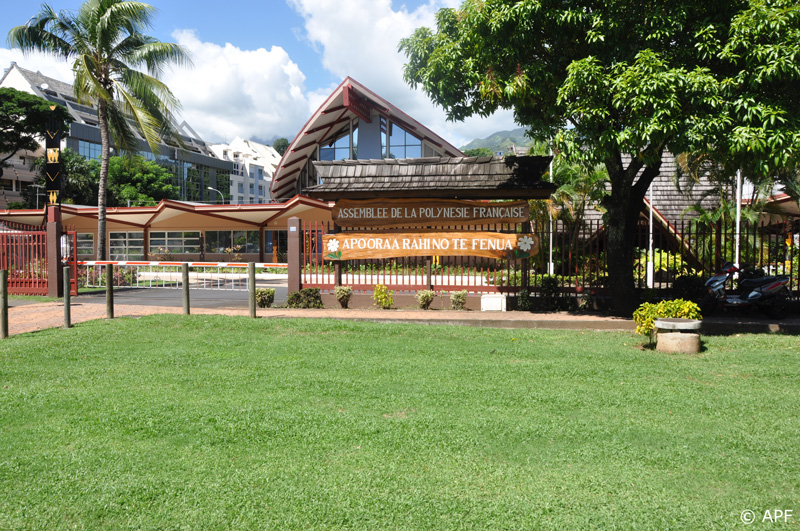
Te âpooraa rahi o te fenua Māòhi («Asamblea de la Polinesia Francesa»).

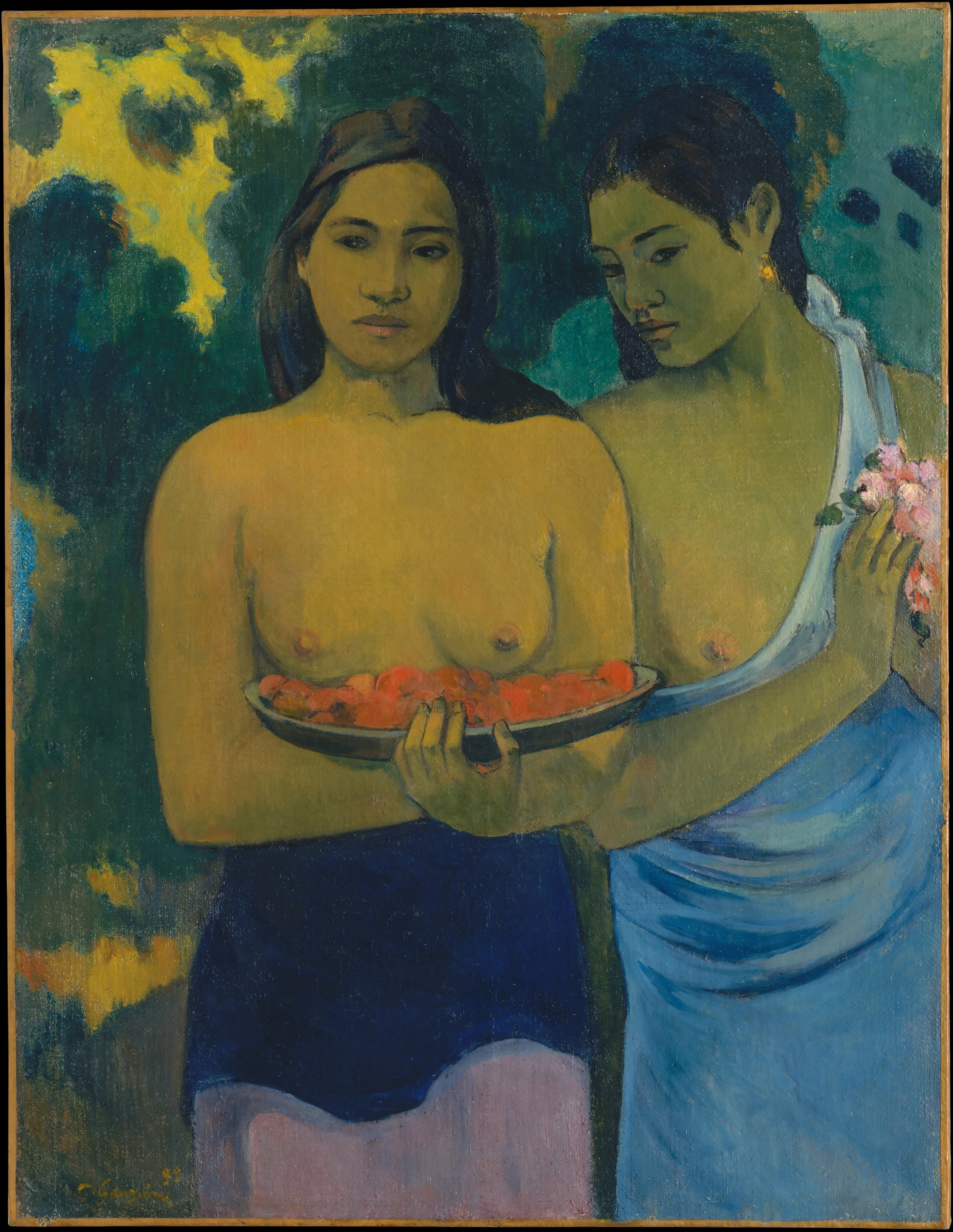
Deux Tahitiennes («Dos tahitianas»). Paul Gauguin (1899)

Los maohis o, con grafía tahitiana, mā'ohi son los antepasados del pueblo tahitiano, un pueblo polinésico, así como una denominación para el pueblo tahitiano en sí mismo.
El término guarda relación con māori para los maoríes de Nueva Zelanda (otro pueblo polinésico emparentado). El político francopolinesio Oscar Temaru acuñó la expresión Te Ao Mā'ohi («el mundo Maohi»), que hace referencia a la herencia cultural del pueblo tahitiano.

## Lectura complementaria
- Kareva Mateata-Allain. «ORALITY AND MĀ’OHI CULTURE».

- Datos: Q6753616
- Multimedia: Maohi / Q6753616